# 石垣市立石垣中学校
石垣市立石垣中学校（いしがきしりつ いしがきちゅうがっこう）は、沖縄県石垣市（石垣島）にある市立中学校である。

## 沿革
- 1949年（昭和24年）
  - 4月1日 - 独立校の新制中学校として石垣中学校発足[1]。
  - 6月10日 - 石垣中学校開校式挙行[1]。
- 1954年（昭和29年）
  - 4月28日 - 石垣中学校嵩田分校開校[1]。
  - 12月13日 - 石垣中学校創立5周年記念式および記念図書館落成式挙行[1]。
- 1956年（昭和31年） - 嵩田分校が名蔵中学校として分離、独立する[2]。
- 1965年（昭和40年）7月20日 - 石垣第二中学校が本校から分離し、新校舎へ移転[3]。
- 1972年（昭和47年）5月15日 - 本土復帰に伴い、石垣市立石垣中学校となる[4]。
- 1973年（昭和48年）3月17日 - 体育館落成[5]。

## 校歌
2017年（平成29年）3月、石垣中学校の校歌が、歌詞・曲とも東京都港区の港区立高輪台小学校の校歌と酷似していることがブログやSNSで拡散され、広く知られることになった。
高輪台小の校歌は、北原白秋作詞、山田耕筰作曲で、1939年（昭和14年）に作られたのに対して、石垣中の校歌はその10年後の1949年（昭和24年）6月に制定されたもので、初代校長が作詞し、当時の音楽担当の教師が選曲したとされてきた。初代校長は戦前に高輪台小で教員をしていたことが判明しており、石垣中の校歌の制定にあたって高輪台小の校歌を参考にしたと見られている。
この問題については、すでに2016年（平成28年）9月に港区教育委員会から石垣市教育委員会に照会があり、石垣市教委が酷似している事実を認める一方、港区教委や高輪台小が石垣中に抗議しない方針を取って、当事者間では文書を交換し解決が図られていた。酷似が広く知られるようになった後の2017年（平成29年）8月には、港区教委や高輪台小同窓会が石垣島を訪れ、互いに校歌を歌い継ぐとともに、両校の交流を図ることをいくことを確認している。

## 事件
1992年2月、中学2年生の男子が、同級生9人による集団暴行で殺害される事件が発生した。事件後の実態調査によれば、1～2年生を中心に1年間で7件の金銭巻き上げが行われ、被害総額は700万円に上り、全校生徒903人のうち、約200人が被害に遭っていたという。

## 通学区域
字石垣、字新川、美崎町、新栄町、浜崎町

## 著名な出身者
- 大地康雄（俳優）
- 具志堅用高（元プロボクサー・タレント）
- 平良海馬（プロ野球選手）
- SHINGO☆ (SEX MACHINEGUNS)
- ulma sound junction (ロックバンド)